# Dicranota meridiana
Dicranota meridiana is een muggensoort uit de familie van de Pediciidae. De wetenschappelijke naam van de soort is voor het eerst geldig gepubliceerd in 1988 door Mendl.